# HMS Gloucester (1909)
A HMS Gloucester a Brit Királyi Haditengerészet egyik Town-osztályú könnyűcirkálója volt. A cirkálót a William Beardmore and Company hajógyárában építették, ahonnan 1909. október 28-án bocsátották vízre. A hajó a Bristol-alosztály tagja volt.
Hadrendbeállításakor a Gloucester a Földközi-tengeren állomásozó 2. könnyűcirkáló rajhoz került. 1914 augusztusában részt vett az SMS Goeben és SMS Breslau német cirkálók elleni hajszában, Archibald Berkeley Milne tengernagy zászlóshajójaként. Az ütközet során a brit cirkálónak sikerült kissé megrongálni a Breslau-t. Mindezek ellenére a német hajóknak sikerült elmenekülniük. Az év hátralévő részében a Gloucester Afrika nyugati partjainál teljesített szolgálatot. Itt főként a kereskedelmi hajókra veszélyes német egységekre vadászott. 1915 februárjában a hajót áthelyezték a Nagy Flotta 3. könnyűcirkáló rajához. 1916 áprilisában, a Húsvéti felkelés idején, a hajó az írországi Galway-t ágyúzta.
1916. május 31-én és június 1-jén részt vett a jütlandi csatában, majd az év későbbi részében átkerült a 2. könnyűcirkáló rajhoz. A Földközi-tengeren töltött szolgálat után, 1916 decemberében áthelyezték az Adriai-tengeren szolgáló 8. könnyűcirkáló rajhoz. A Gloucester túlélte a háborút, de 1921. május 9-én ócskavasként eladták a Portishead-i és Briton Ferry-i Thos W Wardnak.